# Kyle Walker-Peters
Kyle Leonardus Walker-Peters (Londra, 13 aprile 1997) è un calciatore inglese, difensore del West Ham Utd.

## Biografia
Anche suo zio Philip è stato un calciatore.

## Caratteristiche tecniche
Ha iniziato a giocare da trequartista, per essere poi impiegato nel ruolo di terzino destro; può essere impiegato anche sull'altra fascia e da ala.

## Carriera

### Club
Cresciuto nel settore giovanile del Tottenham, squadra per cui ha sempre fatto il tifo, ha esordito in prima squadra il 13 agosto 2017, nella partita vinta per 0-2 contro il Newcastle Utd, offrendo un'ottima prestazione e venendo nominato migliore in campo. Ha segnato il primo gol tra i professionisti il 28 febbraio 2018, in occasione del match di FA Cup vinto per 6-1 contro il Rochdale, segnando l'ultima rete. Il 14 maggio rinnova con gli Spurs fino al 2021.
Nel gennaio 2020 passa in prestito con diritto di riscatto al Southampton, che la squadra inglese eserciterà l'11 agosto 2020, acquistando a titolo definitivo per 13,3 milioni di euro.

### Nazionale
Ha disputato da titolare il mondiale Under-20 del 2017, concluso con la vittoria del torneo.
Il 21 marzo 2022 viene convocato per la prima volta in nazionale maggiore, con cui esordisce 5 giorni dopo nell'amichevole vinta 2-1 contro la Svizzera.

## Statistiche

### Presenze e reti nei club
Statistiche aggiornate al 29 marzo 2022.
| Stagione           | Squadra            | Campionato         | Campionato | Campionato | Coppe nazionali | Coppe nazionali | Coppe nazionali | Coppe continentali | Coppe continentali | Coppe continentali | Altre coppe | Altre coppe | Altre coppe | Totale | Totale | Totale |
| Stagione           | Squadra            | Comp               | Pres       | Reti       | Comp            | Pres            | Reti            | Comp               | Pres               | Reti               | Comp        | Pres        | Reti        | Pres   | Reti   |        |
| ------------------ | ------------------ | ------------------ | ---------- | ---------- | --------------- | --------------- | --------------- | ------------------ | ------------------ | ------------------ | ----------- | ----------- | ----------- | ------ | ------ | ------ |
| 2016-2017          | Tottenham          | PL                 | 0          | 0          | FACup+CdL       | 0+0             | 0               | -                  | -                  | -                  | -           | -           | -           | 0      | 0      |        |
| 2017-2018          | Tottenham          | PL                 | 3          | 0          | FACup+CdL       | 4+1             | 1+0             | UCL                | 1                  | 0                  | -           | -           | -           | 9      | 1      |        |
| 2018-2019          | Tottenham          | PL                 | 6          | 0          | FACup+CdL       | 2+1             | 0               | UCL                | 1                  | 0                  | -           | -           | -           | 10     | 0      |        |
| 2019-gen. 2020     | Tottenham          | PL                 | 3          | 0          | FACup+CdL       | 0+1             | 0               | UCL                | 1                  | 0                  | -           | -           | -           | 5      | 0      |        |
| Totale Tottenham   | Totale Tottenham   | Totale Tottenham   | 12         | 0          |                 | 9               | 1               |                    | 3                  | 0                  |             | -           | -           | 24     | 1      |        |
| gen.-giu. 2020     | Southampton        | PL                 | 10         | 0          | FACup+CdL       | 0+0             | 0               | -                  | -                  | -                  | -           | -           | -           | 10     | 0      |        |
| 2020-2021          | Southampton        | PL                 | 30         | 0          | FACup+CdL       | 4+1             | 0               | -                  | -                  | -                  | -           | -           | -           | 35     | 0      |        |
| 2021-2022          | Southampton        | PL                 | 23         | 1          | FACup+CdL       | 3+2             | 0+1             | -                  | -                  | -                  | -           | -           | -           | 28     | 2      |        |
| Totale Southampton | Totale Southampton | Totale Southampton | 63         | 1          |                 | 10              | 1               |                    | -                  | -                  |             | -           | -           | 73     | 2      |        |
| Totale carriera    | Totale carriera    | Totale carriera    | 75         | 1          |                 | 19              | 2               |                    | 3                  | 0                  |             | -           | -           | 97     | 3      |        |

### Cronologia presenze e reti in nazionale
| Cronologia completa delle presenze e delle reti in nazionale ― Inghilterra | Cronologia completa delle presenze e delle reti in nazionale ― Inghilterra | Cronologia completa delle presenze e delle reti in nazionale ― Inghilterra | Cronologia completa delle presenze e delle reti in nazionale ― Inghilterra | Cronologia completa delle presenze e delle reti in nazionale ― Inghilterra | Cronologia completa delle presenze e delle reti in nazionale ― Inghilterra | Cronologia completa delle presenze e delle reti in nazionale ― Inghilterra | Cronologia completa delle presenze e delle reti in nazionale ― Inghilterra |
| Data                                                                       | Città                                                                      | In casa                                                                    | Risultato                                                                  | Ospiti                                                                     | Competizione                                                               | Reti                                                                       | Note                                                                       |
| -------------------------------------------------------------------------- | -------------------------------------------------------------------------- | -------------------------------------------------------------------------- | -------------------------------------------------------------------------- | -------------------------------------------------------------------------- | -------------------------------------------------------------------------- | -------------------------------------------------------------------------- | -------------------------------------------------------------------------- |
| 26-3-2022                                                                  | Londra                                                                     | Inghilterra                                                                | 2 – 1                                                                      | Svizzera                                                                   | Amichevole                                                                 | -                                                                          | 61’                                                                        |
| 29-3-2022                                                                  | Londra                                                                     | Inghilterra                                                                | 3 – 0                                                                      | Costa d'Avorio                                                             | Amichevole                                                                 | -                                                                          | 46’                                                                        |
| Totale                                                                     |                                                                            | Presenze                                                                   | 2                                                                          |                                                                            | Reti                                                                       | 0                                                                          |                                                                            |

## Palmarès

### Nazionale

#### Competizioni giovanili
- Campionato mondiale Under-20: 1

Corea del Sud 2017